# Contarina Barbarigo
Contarina Barbarigo, död 25 december 1804, var en venetiansk adelsdam och en av de mer berömda medlemmarna av ätten Barbarigo. Hon var en välkänd gestalt i det samtida Venedig och omnämns oftai samtida skrifter och krönikor.   
Hon var dotter till Gregorio Barbarigo och den berömda Caterina Sagredo och gifte sig 1765 med Marin Zorzi. Hennes mor var välkänd som resenär och för sin konflikt med Venetianska inkvisitionen 1747. Contarina Barbarigo hade mellan 1763 och 1783 ett förhållande med politikern Andrea Memmo, vilket orsakade skandal och 1773 ledde till att hon lät annullera sitt äktenskap. 
Barbarigo var en av de mest uppmärksammade personerna i det dåtida Venedigs republik och omnämns ständigt i epokens skrifter om livet i det samtida Venedig. Hon beskrivs som charmerande, och gjorde ett så gott intryck på Josef II (tysk-romersk kejsare) under hans besök i staden 1775, att han bad att få henne som värd och ledsagare under sitt statsbesök 1782, något som också bifölls. Hon gjorde också flera resor. 
År 1783 ingrep den venetianska inkvisitionen, lät återkalla henne från Paris, där hon just då vistades, och dömde henne till husarrest på hennes lantvilla för osedligt leverne. 